# Landtagswahlkreis Main-Tauber
Der Landtagswahlkreis Main-Tauber (Wahlkreis 23) ist ein Landtagswahlkreis in Baden-Württemberg. Er umfasst den Main-Tauber-Kreis. Wahlberechtigt waren bei der letzten Wahl 2021 100.502 Einwohner.

## Wahl 2021
Die Landtagswahl 2021 hatte folgendes Ergebnis:
| Direktkandidat    | Partei       | Stimmen in % | Landtagswahl 2016 Stimmen in % |
| ----------------- | ------------ | ------------ | ------------------------------ |
| Wolfgang Reinhart | CDU          | 29,6         | 35,4                           |
| Leonhard Haaf     | Grüne        | 27,1         | 21,3                           |
| Christina Baum    | AfD          | 10,7         | 17,2                           |
| Anton Mattmüller  | SPD          | 10,4         | 11,5                           |
| Jürgen Vossler    | FDP          | 8,4          | 7,5                            |
| Stefan Grimm      | Freie Wähler | 6,1          | –                              |
| Robert Binder     | Die Linke    | 2,4          | 2,8                            |
| Saskia Streit     | Die PARTEI   | 1,5          | –                              |
| Monika Diez       | ÖDP          | 1,3          | 1,6                            |
| Tobias Romberg    | WiR2020      | 1,2          | –                              |
| Anne Kruttschnitt | dieBasis     | 0,9          | –                              |
| Thorsten Kolberg  | KlimalisteBW | 0,5          | –                              |
| –                 | Sonstige     | –            | 2,8                            |

## Wahl 2016
Bei der Landtagswahl 2016 am 13. März 2016 traten folgende Kandidaten an:
| Direktkandidat         | Partei    | Stimmen in % | Landtagswahl 2011 Stimmen in % |
| ---------------------- | --------- | ------------ | ------------------------------ |
| Wolfgang Reinhart      | CDU       | 35,4         | 47,7                           |
| Birgit Väth            | Grüne     | 21,3         | 18,4                           |
| Ute Schindler-Neidlein | SPD       | 11,5         | 19,8                           |
| Susanne Löffler        | FDP       | 7,5          | 4,4                            |
| Rolf Grüning           | Die Linke | 2,8          | 2,5                            |
| Falk Hagelstein        | PIRATEN   | 0,9          | 1,7                            |
| Werner Zollt           | REP       | 0,4          | 1,7                            |
| Matthias Brodbeck      | NPD       | 0,6          | 1,1                            |
| Christine Stankus      | ÖDP       | 1,6          | 1,5                            |
| Michael Binder         | ALFA      | 1,0          | –                              |
| Christina Baum         | AfD       | 17,2         | –                              |
| –                      | Sonstige  | –            | 1,2                            |

## Wahl 2011
Bei der Landtagswahl 2011 am 27. März 2011 kandidieren folgende Parteien und Personen:
| Direktkandidat      | Partei    | Stimmen in % | Landtagswahl 2006 Stimmen in % |
| ------------------- | --------- | ------------ | ------------------------------ |
| Wolfgang Reinhart   | CDU       | 47,7         | 54,4                           |
| Joachim Thees       | SPD       | 19,8         | 21,5                           |
| Sylvia Schmid       | Grüne     | 18,4         | 05,8                           |
| Benjamin Denzer     | FDP       | 04,4         | 08,1                           |
| Rolf Grüning        | Die Linke | 02,5         |                                |
| Christian Kollmar   | PIRATEN   | 01,7         | –                              |
| Werner Zollt        | REP       | 01,7         | 04,2                           |
| Martin Schirmer     | ödp       | 01,5         | 01,7                           |
| Nascha Marie Staffl | FAMILIE   | 01,2         | –                              |
| Andreas Wetzel      | NPD       | 01,1         | 01,0                           |
| –                   | Sonstige  | –            | –                              |

## Wahl 2006
Die Landtagswahl 2006 hatte folgendes Ergebnis:
| Direktkandidat     | Partei   | Stimmen in % | Landtagswahl 2001 Stimmen in % |
| ------------------ | -------- | ------------ | ------------------------------ |
| Wolfgang Reinhart  | CDU      | 54,4         | 50,6                           |
| Joachim Thees      | SPD      | 21,5         | 29,7                           |
| Renate Götting     | FDP      | 08,1         | 07,5                           |
| Oliver Hildenbrand | Grüne    | 05,8         | 04,8                           |
| Rolf Grüning       | WASG     | 03,2         | 0–                             |
| Nico Lienert       | REP      | 04,2         | 04,8                           |
| –                  | Sonstige | 02,7         | 02,5                           |

## Abgeordnete seit 1976
Bei den Landtagswahlen in Baden-Württemberg hat jeder Wähler nur eine Stimme, mit der sowohl der Direktkandidat als auch die Gesamtzahl der Sitze einer Partei im Landtag ermittelt werden. Dabei gibt es keine Landes- oder Bezirkslisten, stattdessen werden zur Herstellung des Verhältnisausgleichs unterlegenen Wahlkreisbewerbern Zweitmandate zugeteilt. Die bis zur Wahl 2006 gültige Regelung sah eine Zuteilung dieser Mandate nach absoluter Stimmenzahl auf Ebene der Regierungsbezirke vor.
Den Wahlkreis Main-Tauber vertraten folgende Abgeordnete im Landtag:
| Partei | Art des Mandats | Gewählte                                                                                        |
| ------ | --------------- | ----------------------------------------------------------------------------------------------- |
| CDU    | Erstmandat      | Albert Reuter 1976, 1980, 1984, 1988 Wolfgang Reinhart 1992, 1996, 2001, 2006, 2011, 2016, 2021 |
| AfD    | Zweitmandat     | Christina Baum 2016                                                                             |